# Ікназарово
Ікназа́рово (рос. Икназарово, башк. Иҡназар) — присілок у складі Кугарчинського району Башкортостану, Росія. Входить до складу Максютовської сільської ради.
Населення — 3 особи (2010; 10 в 2002).
Національний склад:
- росіяни — 70%
- башкири — 30%